# Edison International
Edison International (NYSE: EIX) é uma holding de serviços de utilidade pública com sua base em Rosemead na Califórnia. A maior filial da Edison International fica no sul da Califórinia, é a Southern California Edison.